# タバリスターン

タバリスターン歴史地図

タバリスターン（マーザンダラーン語：تبرستون 、ペルシア語: طبرستان、英語: Tabaristan）は、イラン北部、カスピ海南東岸の一地方である。東はゴルガーン、西はギーラーン、南はアルボルズ山脈に接する。13世紀までこの呼称が用いられた。タバリスタン、タバレスターン、タバレスタンとも表記される。

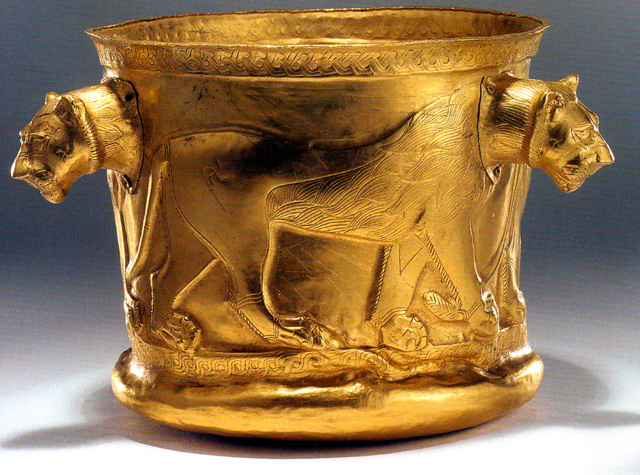
fa:کلاردشت（en:Kelardasht）から出土した金杯、1世紀-5世紀
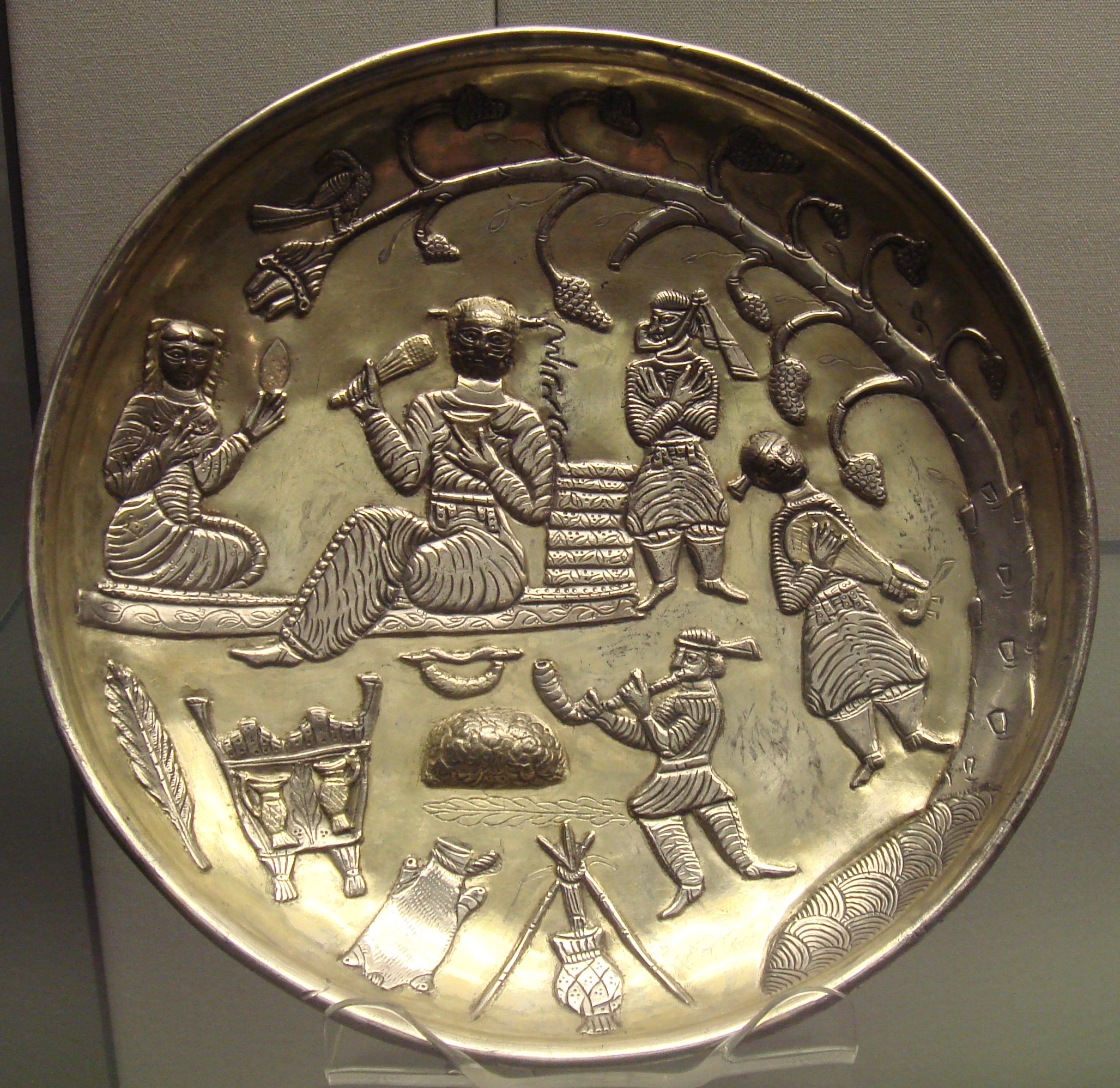
タバリスターンの鍍金銀器、7世紀-8世紀、大英博物館蔵